# Pseudamnicola
Pseudamnicola é um género de gastrópode  da família Hydrobiidae.
Este género contém as seguintes espécies:
- Pseudamnicola algeriensis Glöer, Bouzid & Boeters, 2010
- Pseudamnicola anteisensis (Bérenguier, 1882)
- Pseudamnicola artanensis
- Pseudamnicola beckmanni Glöer & Zettler, 2007
- Pseudamnicola boucheti Glöer, Bouzid & Boeters, 2010
- Pseudamnicola calamensis Glöer, Bouzid & Boeters, 2010
- Pseudamnicola chabii Glöer, Bouzid & Boeters, 2010
- Pseudamnicola fineti Glöer, Bouzid & Boeters, 2010
- Pseudamnicola gasulli Boeters, 1981
- Pseudamnicola gerhardfalkneri Glöer, Bouzid & Boeters, 2010
- Pseudamnicola ghamizii Glöer, Bouzid & Boeters, 2010
- Pseudamnicola granjaensis
- Pseudamnicola klemmi (Boeters, 1969)
- Pseudamnicola linae Glöer, Bouzid & Boeters, 2010
- Pseudamnicola melitensis
- Pseudamnicola meloussensis
- Pseudamnicola rouagi Glöer, Bouzid & Boeters, 2010
- Pseudamnicola tramuntanae